# Attila Repka
Attila Repka (ur. 10 stycznia 1968 w Miszkolcu) – węgierski zapaśnik walczący w stylu klasycznym. Trzykrotny olimpijczyk. Złoty medalista w Barcelonie 1992, ósmy w Seulu 1988 i dwudziesty pierwszy w Atlancie 1996. Walczył w kategorii 68 kg.
Wicemistrz świata w 1990 i trzeci w 1995. Zdobył sześć medali na mistrzostwach Europy w latach 1988 – 1996. Czwarty w Pucharze świata w 1986 roku.
- Turniej w Seulu 1988

Pokonał Bułgara Georgi Karamanliewa i Sümera Koçaka z Turcji, a przegrał z Jerzym Kopańskim, Petrică Cărare z Rumunii i Mortenem Brekke z Norwegii.
- Turniej w Barcelonie 1992

Pokonał Stojana Stojanowa z Bułgarii, Nandora Sabo startującego jako niezależny, Petrică Cărare z Rumunii, Ghani Yalouza z Francji, Rodneya Smitha z USA i Isłama Duguczijewa z WNP.
- Turniej w Atlancie 1996

Przegrał z Ryszardem Wolnym i Valeri Nikitinem z Estonii.